# 亨里克七世 (布熱格)
亨里克七世（波蘭語：Henryk VII z Blizną，約1344年—1399年7月11日），布熱格公爵，路德維克一世之子，1361年至1399年在位。

## 子女
1. 亨里克九世（1369年—1419/20年），盧賓公爵
2. 瑪格莎塔（約1380年—1408年）
3. 路德維克二世（約1382年—1436年），布熱格公爵